# Ross Geldenhuys
Pas d'image ? Cliquez ici

a Compétitions nationales et continentales officielles uniquement.

Dernière mise à jour le 22 juin 2023.
Ross Geldenhuys, est né le 19 avril 1983 au Cap (Afrique du Sud). C’est un joueur de rugby à XV sud-africain, qui évolue au poste de pilier (1,89 m pour 122 kg). Son père, Piet Geldenhuys, a joué pour la Western Province au poste de troisième ligne aile. 

## Carrière de joueur

### En club
Originaire de la ville du Cap, il n'a pas été retenu par la Western Province et a dû s'exiler à East London pour jouer la Currie Cup avec la province de Border en 2004-05. Il est revenu au Cap, mais laissé à la disposition de son club, et inclus une fois sur une feuille de match sans disputer le moindre match de Currie Cup avec la Western Province, il a préféré répondre favorablement aux propositions du Stade français Paris pour un essai.
Cependant, la visite médicale révéla que Geldenhuys, opéré à cœur ouvert à l'âge de deux ans, souffrait toujours d'une insuffisance cardiaque. Le Stade français refusa donc de signer le contrat et fit savoir à son club d'origine, les Villagers du Cap, qu'il serait préférable qu'il ne reprenne pas le rugby. Rentré au Cap, Geldenhuys n'en a pas moins joué plusieurs matchs avec eux, tout en s'interrogeant sur l'opportunité de continuer sa carrière.

### En équipe nationale
Il a joué avec l'équipe d'Afrique du Sud des moins de 21 ans.

## Palmarès
- Vainqueur du Super Rugby en 2015 avec les Highlanders.